# Мюслі

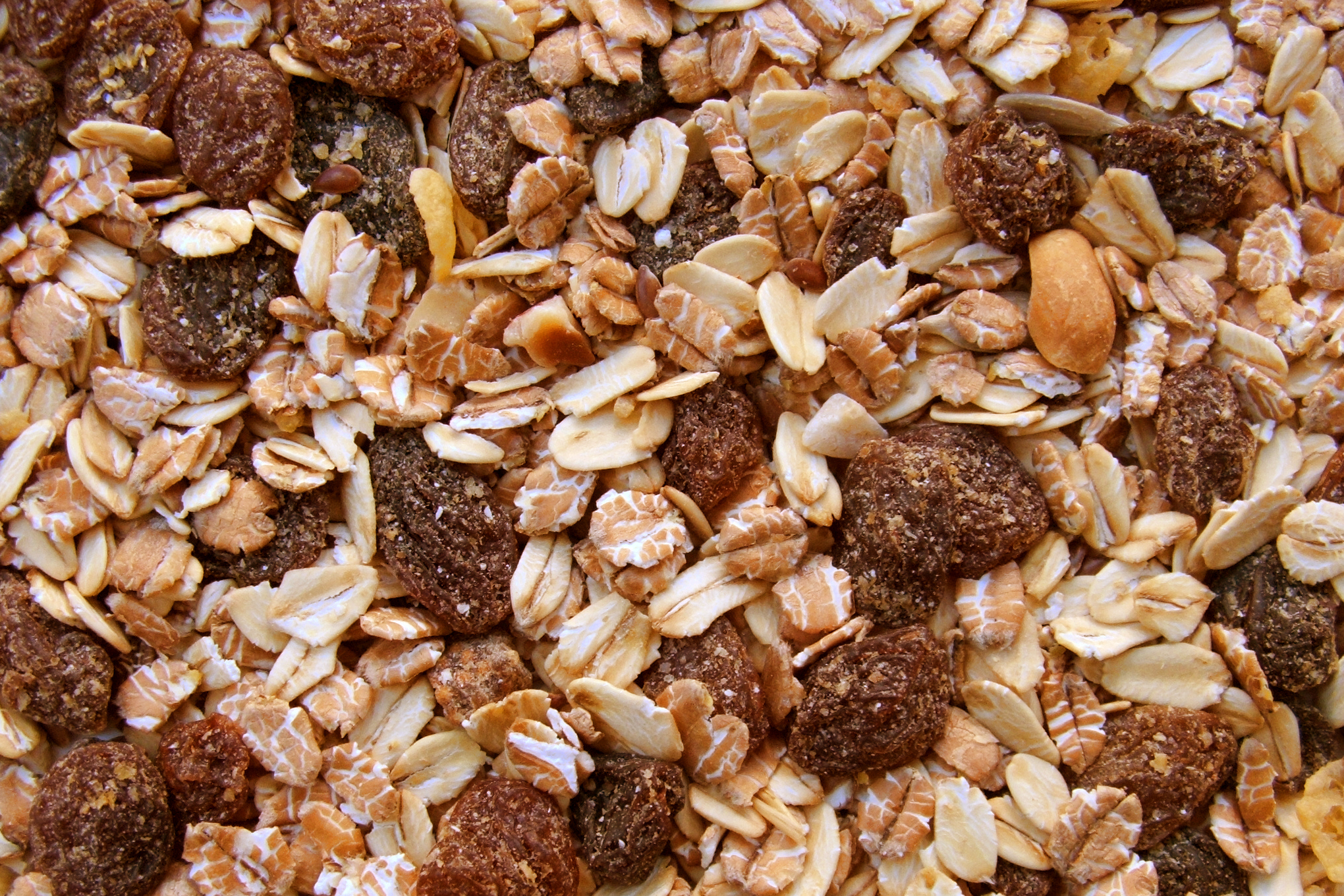
Мюслі зблизька

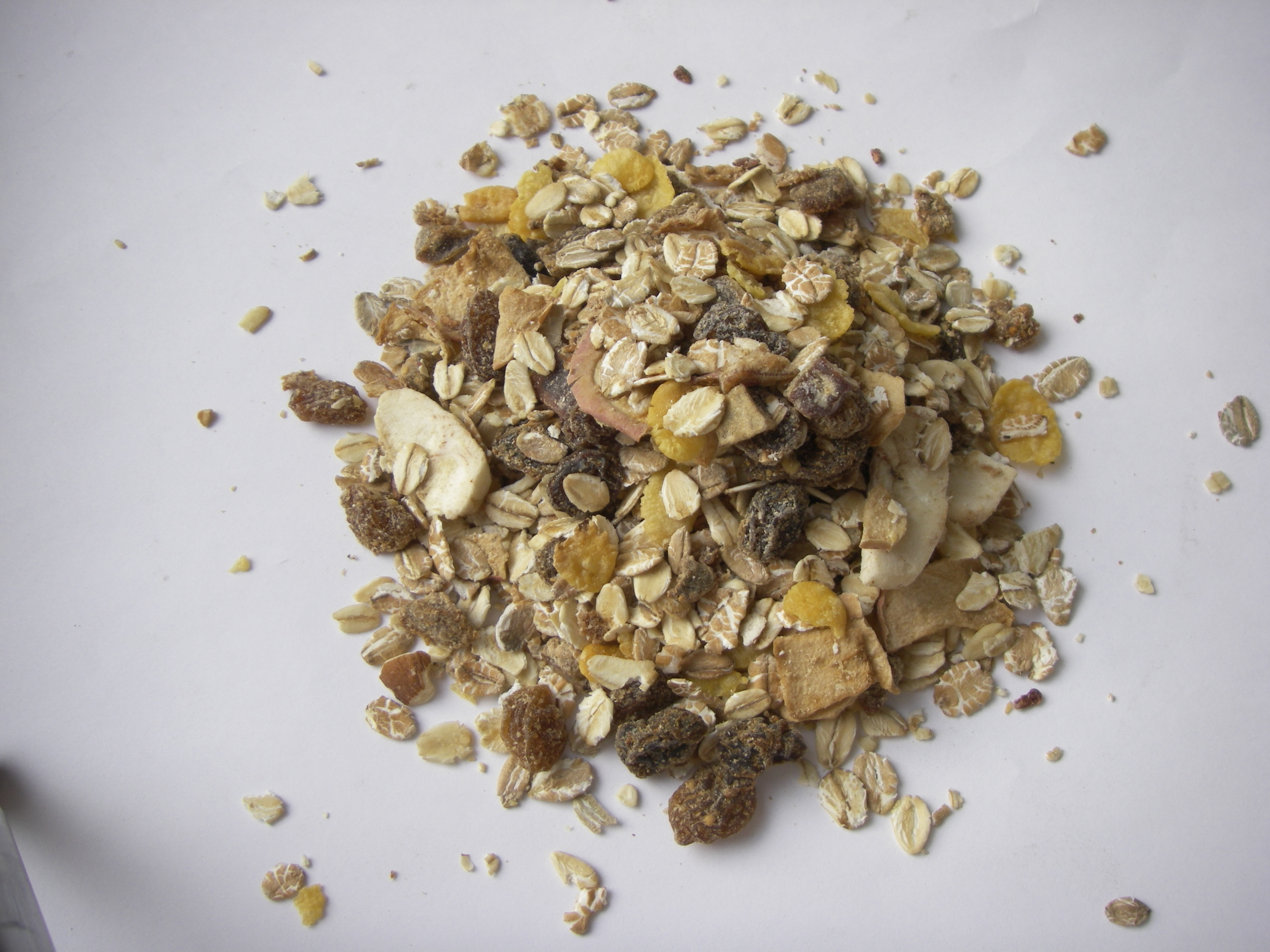
Сухі мюслі

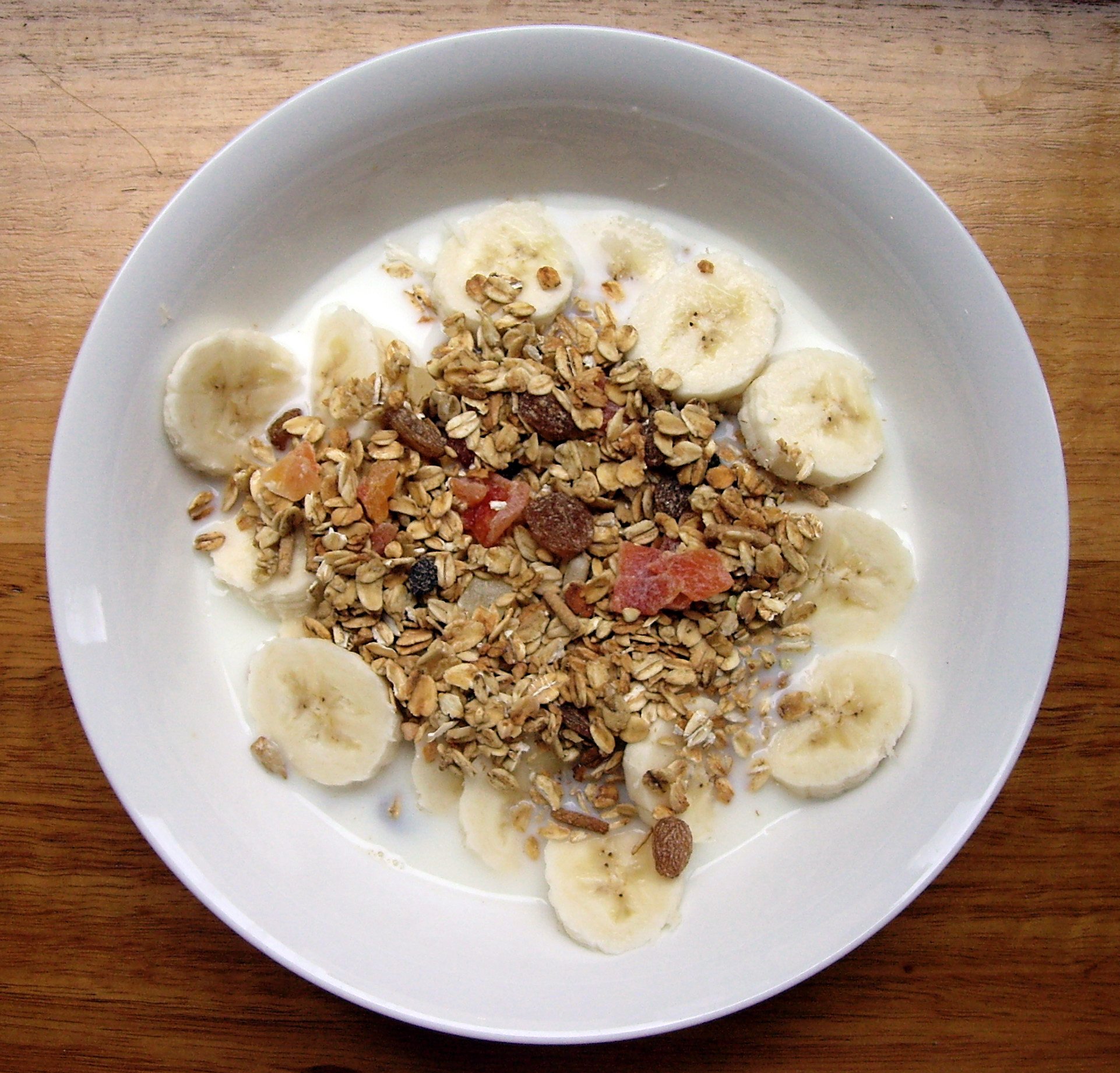
Мюслі з молоком та бананами

Мю́слі (нім. Müsli) — їжа (сухий сніданок) як правило для сніданків, приготовлена з сирих або запечених злаків, сухофруктів, горіхів, висівок, паростків пшениці, меду, цукатів та спецій. Споживають переважно з молоком або йогуртом.

## Історія
Мюслі були винайдені в 1900 році швейцарським лікарем Максиміліаном Бірхер-Беннером для пацієнтів госпіталю, де фрукти та овочі були необхідною частиною здорового раціону. Термін походить від німецького іменника «Mus» — «пюре».
Мюслі у своєму сучасному вигляді стали популярні в західних країнах, починаючи з 1960-х років, коли все більше зростала зацікавленість в здоровому харчуванні та дієтах.

## Різновиди мюслів
Мюслі різняться за термінами зберігання, термічній обробці, наявності консервантів. У натуральних мюслях не міститься консервантів, тому що вони складаються з природних харчових інгредієнтів. Мюслі бувають двох видів: сирі та запечені.
Сирі мюслі (мюслі без термічної обробки) містять розкатані пластівці, насіння, горіхи та сухофрукти. У запечених мюслях (гранола, кранч) злакові змішують з натуральними соками, медом, цукровим сиропом, іноді невеликою кількістю рослинних олій, і запікають при низьких температурах (близько 160 °C). Запечені мюслі мають більш виражений і насичений смак. Запечені мюслі солодші, ніж сирі.

## Інгредієнти мюслів
Основою для мюслів є: злаки, сухофрукти, горіхи.

### Вівсяні пластівці
Розкатані пластівці вівса — це джерело вуглеводів (полісахаридів), які підтримують рівень енергії людського організму без різких коливань, нормалізуючи рівень цукру в крові. Полісахариди мають триваліший період переробки в організмі, на відміну від моносахаридів та дисахаридів.
Пластівці вівса містять велику кількість харчових волокон, сприяють зниженню концентрації холестерину в крові, покращують діяльність серця.
Вітамін B1, що міститься в вівсяних пластівцях, супроводжує процеси вивільнення енергії.
Вівсяні пластівці (вівсянка) також містять фосфор, який є необхідним для розвитку і зміцнення кісток і зубів.
Пластівці багаті магнієм, який бере участь в процесі виробництва білка і вивільняє енергію з м'язів.
У вівсі міститься дуже мало солі, тому дієта на основі вівсяних пластівців і вівса дозволяє уникнути розвитку гіпертонії (високого артеріального тиску).

### Сухофрукти
Фрукти і ягоди додають у мюслі для того, щоб збагатити суміш вітамінами і корисними для організму речовинами.

#### Родзинки
Високий рівень фенолів у родзинках запобігає руйнівному впливу кисню на клітини організму. Бор, що міститься в родзинках, захищає кістки від остеопорозу, вікових змін (головне, від вікових змін зору). Інулін підтримує клітини шлункового тракту у здоровому стані, сприяючи зростанню нових клітин і перешкоджаючи утворенню клітин, які можуть призвести до хвороби.

### Горіхи
Горіхи містять мало солі, при цьому багаті вітаміном B3, залізом, магнієм, цинком, харчовими волокнами. Несуть багато енергії, вуглеводів, білка і вітаміну Е.
Горіхи мають у своєму складі незамінні жирні кислоти, які важливі для шкіри, волосся, слизової оболонки, нервів і артерій, перешкоджають розвитку серцево-судинних захворювань.
Горіхи дозволяють збільшувати вміст інсуліну в крові дуже поступово, тому їх включають до раціону харчування хворих діабетом.
Усього декілька з'їдених горіхів на день сприяють зміцненню і блиску волосся, поліпшення стану шкіри (роблячи її оксамитовою та пружною).

### Насіння
Лляне насіння містить незамінні жири, багаті ізомерами омега: 58 % омега-3, 14 % омега-6 і 19 % омега-9.
Кунжутне насіння — хороше джерело білка, вітаміну Е і коензиму-Q10, який важливий для метаболізму. Кунжут містить високоякісні антиоксиданти.
Насіння соняшнику має у своєму складі вітамін Е, білок, мікроелементи та омега-6.

### Мед
Мед — природні ліки, натуральний джерело вітамінів, кальцію, заліза, цинку, калію, фосфору, потужний антисептик. Мед — антиоксидант, має антимікробну дію заспокоює нервову систему, знижує хворобливі симптоми шлунка, знижує рівень холестерину в артеріях. Щоденне споживання меду з корицею покращує дихання, зміцнює серцевий та імунну систему, підсилюючи антимікробну діяльність білих кров'яних тілець.
Вживання меду згідно з індивідуальними та медичними нормами не завдає шкоди діабетикам. У кров мед всмоктується повільно, протягом 20 хвилин. Запікання мюслів із натуральним медом надає продукту неповторний аромат, смак і особливий «м'який хрускіт».
Залежно від сорту меду (наприклад, буркуновий, розторопшевий, гречаний, акацієвий), який використали у приготуванні запечених мюслів, буде змінюватися їхній смак. Видів меду існує безліч, і всі мають особливий смак, аромат і колір.
При запіканні до мюслів можна додавати свіжі соки і різні олії. Використання світлої арахісової олії надає продукту золотистий колір, мигдалева олія збагачує мюслі солодким ароматом, соняшникова олія постачає продукт вітаміном Е і ніжним смаком.